# رود لیندی
رودخانه لیندی (به انگلیسی: Lindi River) رودی کوچکی است که در شمالشرقی کشور جمهوری دموکراتیک کنگو جاری است. این رود از از استان North Kivu و ناحیه تشوپو می‌گذرد